# Stilpnogyne bellidioides
 Stilpnogyne bellidioides   DC., 1838 è una specie di pianta angiosperma dicotiledone della famiglia delle Asteraceae (sottofamiglia Asteroideae).  Stilpnogyne bellidioides  è anche l'unica specie del genere Stilpnogyne  DC., 1838.

## Etimologia
Il nome scientifico della specie è stato definito dal botanico Augustin Pyramus de Candolle (1778-1841) nella pubblicazione " Prodromus Systematis Naturalis Regni Vegetabilis ... (DC.)" ( Prodr. [A. P. de Candolle] 6: 293) del 1838. Il nome scientifico del genere è stato definito nella stessa pubblicazione.

## Descrizione
Habitus. Stilpnogyne bellidioides ha un habitus di tipo erbaceo annuale; le piante sono glabre e picole.
Radici. Le radici in genere sono secondarie da rizoma e possono essere fibrose. I rizomi sono striscianti o legnosi.
Fusto. La parte aerea è eretta; semplice o ramosa.
Foglie. Le foglie cauline, disposte in modo alternato, sono picciolate con forme intere ovate-cordate. I margini sono interi o dentati o lobati.
Infiorescenza. Le sinflorescenze sono composte da più capolini organizzati in formazioni corimbose. Le infiorescenze vere e proprie sono formate da un capolino terminale peduncolato di tipo disciforme. Alla base dell'involucro (la struttura principale del capolino) non è presente un calice formato da brattee fogliacee. I capolini sono formati da un involucro, con forme da cilindriche a campanulate o emisferiche, composto da diverse brattee, al cui interno un ricettacolo fa da base ai fiori di due tipi: quelli esterni del raggio e quelli più interni del disco. Le brattee sono disposte in modo embricato di solito su una sola serie e possono essere connate alla base. Il ricettacolo è nudo (senza pagliette a protezione della base dei fiori); la forma è convessa e a volte è alveolato.
Fiori.  I fiori sono tetra-ciclici (formati cioè da 4 verticilli: calice – corolla – androceo – gineceo) e pentameri (calice e corolla formati da 5 elementi). Sono inoltre ermafroditi tubulosi e actinomorfi. I fiori marginali sono 3 femminili.
- Formula fiorale:

*/x K {\displaystyle \infty }, [C (5), A (5)], G 2 (infero), achenio
- Calice: i sepali del calice sono ridotti ad una coroncina di squame.
- Corolla: nella parte inferiore i petali della corolla sono saldati insieme e formano un tubo. In particolare le corolle dei fiori del disco centrale (tubulosi) terminano con delle fauci dilatate a raggiera con cinque lobi. I lobi possono avere una forma da deltoide a triangolare-ovata. Nella corolla dei fiori periferici il tubo si trasforma in un prolungamento filiforme (o lembo), terminante più o meno con cinque dentelli. Il colore delle corolle è giallo.
- Androceo: gli stami sono 5 con dei filamenti liberi. La parte basale del collare dei filamenti può essere dilatata. Le antere invece sono saldate fra di loro e formano un manicotto che circonda lo stilo. Le antere sono senza coda ("ecaudate") con base arrotondata. La struttura delle antere è di tipo tetrasporangiato, raramente sono bisporangiate. Il tessuto endoteciale è radiale o polarizzato. Il polline è tricolporato (tipo "helianthoid").[10]
- Gineceo: lo stilo è biforcato con due stigmi nella parte apicale. Gli stigmi sono troncati con peli di tipo penicillato. Le superfici stigmatiche sono separate o parzialmente confluenti, oppure continue.  L'ovario è infero uniloculare formato da 2 carpelli.

Frutti. I frutti sono degli acheni con pappo. La forma degli acheni è oblunga-obovoide compressa; la superficie è percorsa da diverse coste longitudinali e può essere pubescente. Possono essere presenti delle ali o degli ispessimenti marginali. Non sempre il carpoforo è distinguibile. Il colore del frutto può essere nero o bruno. Il pappo è formato da numerose setole snelle uniseriate; nei fiori esterni il pappo è assente.

## Biologia
Impollinazione: l'impollinazione avviene tramite insetti (impollinazione entomogama tramite farfalle diurne e notturne).
Riproduzione: la fecondazione avviene fondamentalmente tramite l'impollinazione dei fiori (vedi sopra).
Dispersione: i semi (gli acheni) cadendo a terra sono successivamente dispersi soprattutto da insetti tipo formiche (disseminazione mirmecoria). In questo tipo di piante avviene anche un altro tipo di dispersione: zoocoria. Infatti gli uncini delle brattee dell'involucro (se presenti) si agganciano ai peli degli animali di passaggio disperdendo così anche su lunghe distanze i semi della pianta. Inoltre per merito del pappo il vento può trasportare i semi anche a distanza di alcuni chilometri (disseminazione anemocora).

## Distribuzione e habitat
La specie di questa voce è distribuita in Sudafrica.

## Tassonomia
La famiglia di appartenenza di questa voce (Asteraceae o Compositae, nomen conservandum) probabilmente originaria del Sud America, è la più numerosa del mondo vegetale, comprende oltre 23.000 specie distribuite su 1.535 generi, oppure 22.750 specie e 1.530 generi secondo altre fonti (una delle checklist più aggiornata elenca fino a 1.679 generi). La famiglia attualmente (2021) è divisa in 16 sottofamiglie; la sottofamiglia Asteroideae è una di queste e rappresenta l'evoluzione più recente di tutta la famiglia.

### Filogenesi
Il genere di questa voce appartiene alla sottotribù Senecioninae della tribù Senecioneae (una delle 21 tribù della sottofamiglia Asteroideae). In base ai dati filogenetici la sottotribù, all'interno della tribù, occupa il "core" della tribù e insieme alla sottotribù Othonninae forma un "gruppo fratello".
I seguenti caratteri sono indicativi per la sottotribù:
- il portamento è molto vario (erbe, arbusti, liane, epifite, alberelli o alberi);
- le foglie sono sia basali che cauline disposte in modo alternato;
- sono presenti capolini sia radiati, disciformi o discoidi;
- le antere sono tetrasporangiate, raramente bisporangiate.

La struttura della sottotribù è molto complessa e articolata (è la più numerosa della tribù con oltre 1.200 specie distribuite su un centinaio di generi) e al suo interno sono raccolti molti sottogruppi caratteristici le cui analisi sono ancora da completare. Il genere di questa voce, dalle analisi filogenetiche molecolari, è risultato associato (in un clade ben sostenuto) ad altri tre generi: Bertilia, Mesogramma e Bolardia.
Il cladogramma, semplificato e tratto dallo studio citato, mostra una delle possibili strutture filogenetiche di questo gruppo di generi.
|  | Mesogramma                                            |
|  |                                                       |
|  | \| \| Bolandia \| \| \| \| \| \| Bertilia \| \| \| \| |
|  |                                                       |
|  | Bolandia                                              |
|  |                                                       |
|  | Bertilia                                              |
|  |                                                       |

|  | Bolandia |
|  |          |
|  | Bertilia |
|  |          |

|  | Mesogramma                                            |
|  |                                                       |
|  | \| \| Bolandia \| \| \| \| \| \| Bertilia \| \| \| \| |
|  |                                                       |
|  | Bolandia                                              |
|  |                                                       |
|  | Bertilia                                              |
|  |                                                       |

|  | Bolandia |
|  |          |
|  | Bertilia |
|  |          |

|  | Mesogramma                                            |
|  |                                                       |
|  | \| \| Bolandia \| \| \| \| \| \| Bertilia \| \| \| \| |
|  |                                                       |
|  | Bolandia                                              |
|  |                                                       |
|  | Bertilia                                              |
|  |                                                       |

|  | Bolandia |
|  |          |
|  | Bertilia |
|  |          |

|  | Mesogramma                                            |
|  |                                                       |
|  | \| \| Bolandia \| \| \| \| \| \| Bertilia \| \| \| \| |
|  |                                                       |
|  | Bolandia                                              |
|  |                                                       |
|  | Bertilia                                              |
|  |                                                       |

|  | Bolandia |
|  |          |
|  | Bertilia |
|  |          |

I caratteri distintivi per la specie   Stilpnogyne bellidioides sono:
- i piccioli delle foglie sono auricolati;
- i capolini sono del tipo disciforme;
- gli acheni sono compressi;
- questa specie è un endemismo del Sudafrica.